# Torgo
Torgo (russisch Торго; jakutisch Торҕо) ist eine Siedlung städtischen Typs in der Republik Sacha (Jakutien) in Russland ohne ständige Einwohner (Stand 14. Oktober 2010).

## Geographie
Der Ort liegt knapp 700 km Luftlinie südwestlich der Republikhauptstadt Jakutsk auf dem Oljokma-Tschara-Plateau, am linken Ufer des namensgebenden Tokko-Nebenflusses Torgo.
Torgo gehört zum Ulus Oljokminski und befindet sich etwa 220 km südlich von dessen Verwaltungszentrum Oljokminsk. Die Siedlung liegt auf dem Territorium der Landgemeinde (selskoje posselenije) Tjaninski nazionalny nasleg etwa 70 km südlich von deren Verwaltungssitz, dem Dorf Tjanja.

## Geschichte
Die Siedlung wurde 1976 am Standort eines geologischen Erkundungsbetriebes gegründet und erhielt bereits 1977 den Status einer Siedlung städtischen Typs. Der Betrieb erkundete unter anderem das Vorkommen des seltenen Schmuckminerals Charoit (Tscharoit) im etwa 40 km westlich gelegenen Murun-Massiv. Mit der drastischen Kürzung der staatlichen Finanzierung geologischer Erkundung ab Anfang der 1990er-Jahre verließen bis Ende der 2000er-Jahre alle ständigen Einwohner den Ort. Trotzdem besitzt Torgo weiterhin den Status einer Siedlung städtischen Typs (Stand 2013).

### Bevölkerungsentwicklung
| Jahr | Einwohner |
| ---- | --------- |
| 1979 | 1417      |
| 1989 | 1593      |
| 2002 | 97        |
| 2010 | 0         |

Anmerkung: Volkszählungsdaten

## Verkehr
Torgo ist nur über eine Winterpiste von Oljokminsk über Tokko (bei der Mündung des Tokko in die Tschara) oder per Luft zu erreichen. Der kleine Flugplatz südwestlich des Ortes wurde bereits in den 1990er-Jahren offiziell geschlossen, aber auch später noch irregulär angeflogen.